# Komfut
Komfut ou Kom-Fut (en russe : КомФут) est une tentative de courte durée de créer un groupe futuriste affilié à la branche de Vyborg du parti communiste russe (RKP (b)) en janvier 1919. 

## Histoire
Les discussions préliminaires à l'origine du Komfut ont lieu en décembre 1918. Le 1er décembre, Vladimir Maïakovski et Ossip Brik assistent à une réunion à l'école du parti du district de Vyborg, où ils critiquent la Proletkoult et affirment que seul le futurisme prenait suffisamment en compte les valeurs prolétariennes et révolutionnaires. Des livres futuristes sont distribués et lors d'une deuxième réunion le 7 décembre, Maïakovski lit de la poésie et est bien accueilli par le public. Il est suivi par un ouvrier appelé Alexandre Mushtakov, fervent partisan du futurisme. Iskusstvo kommuny (Art de la Commune) venait d'être lancé par Izo-Narkompros, le département des arts visuels du nouveau Commissariat du Peuple aux Lumières. Dans le numéro 3 du 22 décembre 1918, paraît le poème de Maïakovski Poet rabocij. 
Le Komfut est mis en place lors de deux réunions du district de Viborg de RKP (b), les 13 et 19 janvier 1919. Boris Kušner est élu président. 
Le terme Komfuter a cependant persisté pour désigner les futuristes qui embrassaient les politiques communistes, qu'ils soient membres du Parti communiste ou non :102-2.  